# Félix Sánchez (Fußballtrainer)
Félix Sánchez Bas (* 13. Dezember 1975 in Barcelona) ist ein spanischer Fußballtrainer. Er war von 2017 bis 2022 Trainer der katarischen Nationalmannschaft und trainierte 2023  bis 2024 Ecuador.

## Werdegang
Sánchez begann als Jugendtrainer in seiner Geburtsstadt Barcelona. Im Jahr 2006 wechselte er nach Katar an die Aspire Academy, an der er unter der Leitung von Josep Colomer, die U-15-, U-16-, U-17- und U-18-Jahrgänge trainierte. 2013 wurde er Trainer der katarischen U-19-Mannschaft, die er 2014 zum ersten Titel bei der U-19-Asienmeisterschaft führte. Damit hatte sich die Mannschaft für die U-20-Fußball-Weltmeisterschaft 2015 qualifiziert, bei der sie in der Vorrunde nach drei Niederlagen ausschied. Bei der U-19-Asienmeisterschaft 2016 scheiterte die Mannschaft in der Gruppenphase.
Sánchez wurde 2017 Trainer der katarischen A-Nationalmannschaft, die sich noch nie für eine WM-Endrunde qualifiziert hatte; für die Fußball-Weltmeisterschaft 2022 war sie als Team des Gastgebers automatisch qualifiziert. In der Qualifikation für die WM 2018 setzte sich Katar in der zweiten Runde u. a. gegen den einmaligen WM-Teilnehmer China durch und belegte in der dritten Runde den sechsten und letzten Platz – hinter China. Auch beim Golfpokal 2017 kam seine Mannschaft nicht über die Vorrunde hinaus. Im Jahr 2019 führte Sánchez die Mannschaft dann zu ihrer ersten Asienmeisterschaft. Der im Sudan geborene und von Sánchez schon in der U-19 eingesetzte Almoez Abdulla wurde Torschützenkönig und als bester Spieler ausgezeichnet. Als Asienmeister wurden sie erstmals zur Copa América 2019 eingeladen und schieden nach einem 2:2 gegen Paraguay sowie Niederlagen gegen Kolumbien  (0:1) und Argentinien (0:2) als Gruppenletzter aus.
Im Januar 2020 betreute Sánchez die U-23-Mannschaft bei der U-23-Fußball-Asienmeisterschaft 2020, die als Qualifikation für die Olympischen Spiele 2020 diente. Katar schied nach drei Remis gegen Syrien (2:2), Saudi-Arabien (0:0) und Japan (1:1) als Gruppendritter nach der Vorrunde aus.
Katar schloss danach als Gruppensieger die Qualifikationsgruppe E zur Fußball-Asienmeisterschaft 2023 ab. An der folgenden, dritten Runde nahmen sie dann nicht mehr teil, stattdessen spielten sie auf Einladung der UEFA in der europäischen Qualifikation mit.
In den Spielen setzte Sánchez 26 Spieler ein, von denen sieben Spieler auch schon unter ihm in der U-19- und U-20-Mannschaft an der Asien- bzw. Weltmeisterschaft teilgenommen hatten. Zudem nahm die Mannschaft im Juli am CONCACAF Gold Cup 2021 teil, wo sie nach einem 3:3 gegen Panama die Spiele gegen Grenada (4:0) und Honduras (2:0) gewann und ins Viertelfinale einzog. Beim Gold-Cup setzte Sánchez auch weitgehend auf die Spieler, die er bei den Spielen gegen die europäischen Mannschaften eingesetzt hatte.
Im Spätherbst 2021 richtete Katar als Generalprobe für die WM den FIFA-Arabien-Pokal 2021 aus, der den zuvor als Generalprobe angesetzten FIFA-Konföderationen-Pokal ersetzte. Bei der Fußball-Weltmeisterschaft 2022 schied Sanchez mit Katar als erster Gastgeber mit drei Niederlagen als Gruppenletzter aus. Sánchez zum Jahresende 2022 endender Vertrag wurde daraufhin nicht erneuert.
Am 11. März 2023 wurde dann bekanntgegeben, dass er fortan als Cheftrainer der ecuadorianischen Nationalmannschaft arbeiten wird.

## Erfolge
- 2014: U-19-Asienmeisterschaft
- 2019: Asienmeisterschaft